# Duonychus
Duonychus (dues urpes) és un gènere extint de dinosaures teròpodes terizinosàurids del Cretaci superior en el que actualment és Mongòlia, concretament la Formació Bayanshiree. Els seus fòssils van ser descoberts el 2015, i l'any 2025 es va classificar com a nova espècie. L'única espècie en aquest gènere és Duonychus tsogtbaatari. Es diferencia d'altres terizinosàurids pel fet de tenir dues urpes enlloc de tres.